# Филиппус
Филиппус, филипп, статер Филиппа (греч. Φιλίππειοι, Philíppeioi), позднее alexanders (Ἀλέξανδροι, Aléxandroi), — высокопробный золотой статер, выпускавшийся в Македонии при царях Филиппе II и Александре Великом.

## Начало чеканки
Первоначально выпущенные между 355 и 347 до нашей эры, монеты несли на себе портрет Аполлона на аверсе и греческую колесницу, ведомую двумя лошадьми, на реверсе. Они имели ценность одного золотого статера. При первом выпуске Аполлон был изображён с длинными волосами, но позднее дизайн был изменён, и длина волос стала короче.
Монеты были, главным образом, предназначены для больших покупок вне Македонии. В результате они быстро распространились, сначала на Балканах и континентальной Греции, а со временем — по всему западному миру того времени. Клады с филиппусами были обнаружены в Италии, в Константинополе, на юге России, на Кипре, в Сирии и в Египте. Подавляющее большинство из них в действительности были выпущены наследником Филиппа, Александром Великим
.
Филиппусы, выпущенные Александром после смерти Филиппа, сохранили свое имя, хотя часто их называют также «alexanders».

## Значимость
Являясь самыми известными монетами, выпущенными Филиппом II, филиппусы сохранили свою значимость даже после их исчезновения из обращения. Их дизайн часто копировался или повторялся на монетах вне Греции, даже после прекращения выпуска филиппусов. Галльские золотые статеры, чей дизайн повторял дизайн филиппусов, продолжали чеканить до конца Галльских войн спустя три столетия (до 51 года до нашей эры). Во многих случаях дизайн монет был изменён, поскольку он использовался культурами за пределами Греции. В некоторых галльских имитациях волосы Аполлона были большими и стилизованными, а колесница часто имела одну лошадь (иногда с человеческой головой), а оставшееся пространство занимали кельтские символы, такие как крест солнца, голова кабана или изображение бога Солнца Огмиоса.
Монеты были настолько распространены, что во многих древнеримских текстах слово «филиппус» используется для обозначения любых тяжелых золотых монет.